# Pierre Droite (Prunay-sur-Essonne)
Pour les articles homonymes, voir Pierre Droite.
La Pierre Droite est un menhir situé sur la commune de Prunay-sur-Essonne, dans le département de l’Essonne en région Île-de-France.

## Description
Le menhir, de forme conique, mesure 1,85 m de hauteur sur 0,90 m de largeur. Il est incliné à environ 30°. Il est constitué d'un bloc de grès siliceux de Fontainebleau provenant d'un affleurement voisin de 20 m environ.